# Jan Versleijen
Jan Versleijen (ur. 29 grudnia 1955) – holenderski trener piłkarski.

## Kariera trenerska
Pracował jako trener w Wageningen, Go Ahead Eagles, De Graafschap, Dordrecht, VVV Venlo, JEF United Ichihara, TOP Oss, Holandia U-21, Al-Jazira, Ettifaq, Nadi asz-Szab, Al-Wehda, Australia U-20, Henan Jianye i Ajax Kapsztad.